# Oléoduc du Rhône
L'oléoduc du Rhône, officiellement dénommé Central European Pipeline Northeast spur, soit « branche Nord-Est du pipeline central européen », est un pipeline européen constituant une branche du Central European Pipeline. Partant de Ferrera Erbognone en Italie, traversant le Piémont et la Vallée d'Aoste, entrant en Valais en Suisse par le col du Grand-Saint-Bernard, débouchant dans la vallée du Rhône et terminant sa course à la raffinerie de Collombey-Muraz, dans le Chablais valaisan non loin du lac Léman,. Long de 257 kilomètres, il a une capacité de 1,1 million de barils par an.